# Raleigh 250 1956
Raleigh 250 1956 var ett stockcarlopp ingående i Nascar Grand National Series (nuvarande Nascar Cup Series) som kördes 4 juli 1956 på den 1 mile (1,609 km) långa ovalbanan Raleigh Speedway i Raleigh i North Carolina. Totalt avverkades 250 miles (402,336 km) fördelat på 250 varv. Banunderlaget var asfalt. Loppet vanns av Fireball Roberts i en Ford på tiden 3:07.55 körande för DePaolo Engineering. Roberts snitthastighet var 79,822 mph. Han var vid målgång ensam förare på ledarvarvet, två varv före tvåan Speedy Thompson. Prispotten uppgick till 13 425 dollar, varav 3 000 dollar gick till segraren.

## Resultat
| Plc     | Nr   | Förare           | Team/ bilägare       | Konstruktör | Start | Varv | Ledda varv |
| ------- | ---- | ---------------- | -------------------- | ----------- | ----- | ---- | ---------- |
| 1       | 22   | Fireball Roberts | DePaolo Engineering  | Ford        | 32    | 250  | 201        |
| 2       | 500  | Speedy Thompson  | Carl Kiekhaefer      | Dodge       | 2     | 248  | 13         |
| 3       | 502  | Frank Mundy      | Carl Kiekhaefer      | Dodge       | 27    | 247  | 0          |
| 4       | 92   | Herb Thomas      | Herb Thomas Racing   | Chevrolet   | 3     | 246  | 0          |
| 5       | 11   | Tim Flock        | Mauri Rose           | Chevrolet   | 10    | 243  | 0          |
| 6       | 3    | Paul Goldsmith   | Smokey Yunick Racing | Chevrolet   | 4     | 242  | 0          |
| 7       | 99   | Marvin Panch     | Tom Harbison         | Ford        | 30    | 241  | 0          |
| 8       | 5    | Bill Walker      | i.u.                 | Chevrolet   | 18    | 238  | 0          |
| 9       | X    | Rex White        | Max Welborn          | Chevrolet   | 25    | 237  | 0          |
| 10      | 91   | Jack Smith       | Ted Chester          | Chevrolet   | 29    | 236  | 0          |
| 11      | 300C | Buck Baker       | Carl Kiekhaefer      | Chrysler    | 28    | 234  | 23         |
| 12      | 75   | Jim Paschal      | Frank Hayworth       | Mercury     | 6     | 231  | 0          |
| 13      | 113  | Emanuel Zervakis | Zervakis Enterprises | Chevrolet   | 20    | 222  | 0          |
| 14      | 9    | Billy Carden     | Charlie Schwam       | Ford        | 14    | 217  | 0          |
| 15      | 240  | Rat Garner       | Rat Garner           | Ford        | 13    | 216  | 0          |
| 16      | 94   | Ed Cole          | Ed Cole              | Mercury     | 36    | 216  | 0          |
| 17      | 48   | Al Watkins       | Don Holcomb          | Ford        | 15    | 213  | 0          |
| 18      | 31   | Bill Champion    | John Whitford        | Ford        | 16    | 212  | 0          |
| 19      | 96   | Bobby Keck       | Bobby Keck           | Chevrolet   | 35    | 206  | 0          |
| 20      | 286  | Pat Kirkwood     | Jim Stephens         | Pontiac     | 12    | 203  | 0          |
| 21      | 18   | Arden Mounts     | Arden Mounts         | Pontiac     | 19    | 195  | 0          |
| 22      | 264  | Johnny Allen     | Spook Crawford       | Plymouth    | 5     | 181  | 0          |
| 23      | 2    | Gwyn Staley      | Hubert Westmoreland  | Chevrolet   | 8     | 146  | 0          |
| 24      | 640  | Ken Love         | Ken Love             | Ford        | 34    | 144  | 0          |
| 25      | 82   | Joe Eubanks      | James Satcher        | Ford        | 7     | 136  | 4          |
| 26      | 14   | Billy Myers      | Stroppe Motorsports  | Mercury     | 31    | 91   | 0          |
| 27      | 88   | Ralph Liguori    | Ernest Woods         | Oldsmobile  | 17    | 90   | 0          |
| 28      | 12   | Ralph Moody      | DePaolo Engineering  | Ford        | 9     | 82   | 3          |
| 29      | 131  | Johnny Dodson    | Johnny Dodson        | Chevrolet   | 22    | 77   | 0          |
| 30      | 95   | Bob Duell        | Julian Buesink       | Ford        | 21    | 63   | 0          |
| 31      | 3A   | Bud Geiselman    | i.u.                 | Chevrolet   | 26    | 61   | 0          |
| 32      | 418  | Sherman Utsman   | i.u.                 | Chevrolet   | 11    | 47   | 0          |
| 33      | 34   | Dick Beaty       | Ike Kiser            | Ford        | 33    | 45   | 0          |
| 34      | 59   | Blackie Pitt     | Brownie Pitt         | Plymouth    | 24    | 43   | 0          |
| 35      | 29   | Pat Grogan       | i.u.                 | Mercury     | 23    | 21   | 0          |
| 36      | 42   | Lee Petty        | Petty Enterprises    | Dodge       | 1     | 9    | 6          |
| Källor: |      |                  |                      |             |       |      |            |